# La Chapelle-Blanche (Savoie)
La Chapelle-Blanche ist eine französische Gemeinde mit 591 Einwohnern (Stand: 1. Januar 2022) im Département Savoie in der Region Auvergne-Rhône-Alpes (vor 2016 Rhône-Alpes). Sie liegt im Arrondissement Chambéry und dem Kanton Montmélian. Die Einwohner werden Chapelains genannt.

## Lage
La Chapelle-Blanche liegt etwa 18 Kilometer südöstlich von Chambéry am Fluss Bréda. Umgeben wird La Chapelle-Blanche von den Nachbargemeinden Villaroux im Norden, Détrier im Osten und Nordosten, Le Moutaret im Südosten, Saint-Maximin im Süden und Südwesten, Laissaud im Westen sowie Les Mollettes im Nordwesten.

## Bevölkerungsentwicklung
| Jahr                       | 1962 | 1968 | 1975 | 1982 | 1990 | 1999 | 2006 | 2018 |
| -------------------------- | ---- | ---- | ---- | ---- | ---- | ---- | ---- | ---- |
| Einwohner                  | 325  | 318  | 270  | 324  | 391  | 439  | 547  | 566  |
| Quellen: Cassini und INSEE |      |      |      |      |      |      |      |      |

## Persönlichkeiten
- Amélie Gex (1835–1883), Schriftstellerin